# Calvert City
La ville américaine de Calvert City est située dans le comté de Marshall, dans l’État du Kentucky. Lors du recensement de 2000, elle comptait 2 701 habitants.

## Source
- (en) Cet article est partiellement ou en totalité issu de l’article de Wikipédia en anglais intitulé « Calvert City, Kentucky » (voir la liste des auteurs).